# Festival international du film animalier d'Albert
Pour les articles homonymes, voir FIFA (homonymie).
Le Festival international du film animalier d'Albert se déroule chaque année depuis 1991, à Albert, la troisième ville du département français de la Somme.

## Présentation
Créé en 1991 par l'Association du Festival présidée par Thierry Courouble et une équipe de douze bénévoles, Il dure une semaine pendant le mois de mars. Il se déroule au Théâtre du Jeu de Paume, salle de 600 places, ouverte au public. Il donne lieu à des remises de prix.
En marge du festival, des expositions et des sorties "nature" sont proposées au grand public et au public scolaire.

## Prix et récompenses
Le festival décerne chaque année des prix dont une dizaine désignée par le jury:
- Grand Prix
- Prix amateur
- Prix spécial du Jury
- Prix de la connaissance et de la découverte du monde animal
- Prix de la protection des espèces animales
- Prix scientifique
- Prix spécial de la meilleure image
- Prix spécial du meilleur scénario
- Prix spécial du meilleur son
- Prix spécial du meilleur montage

Auxquels s'ajoutent: le Prix du public et le Prix des lycéens

## Pour approfondir